# Cotesia judaica
Cotesia judaica är en stekelart som först beskrevs av Papp 1970.  Cotesia judaica ingår i släktet Cotesia och familjen bracksteklar. Inga underarter finns listade i Catalogue of Life.